# Canoë-kayak
Cet article possède un paronyme, voir Canoë (homonymie).
Le canoë-kayak ou canoé-kayak est une activité physique de loisir ou sportive, pratiquée avec des embarcations propulsées à la pagaie, comme le canoë, le kayak, le raft ou la pirogue. Cette activité est également désignée par l'expression générique « sports de pagaie ».
Le canoë-kayak se pratique en loisir (tourisme nautique, pratique individuelle, compétitions ou associative) ou en compétition, dans les milieux d'eau calme (étangs), d'eau vive (rivières) et maritime (estuaires, mer). La sécurité implique la maîtrise du bateau, un entraînement technique et physique, l'équipement, l'information préalable des conditions du parcours (météo, état du parcours), l'encadrement… variables selon le type de pratique.
Les pratiquants de ce sport se nomment céistes.

## Historique

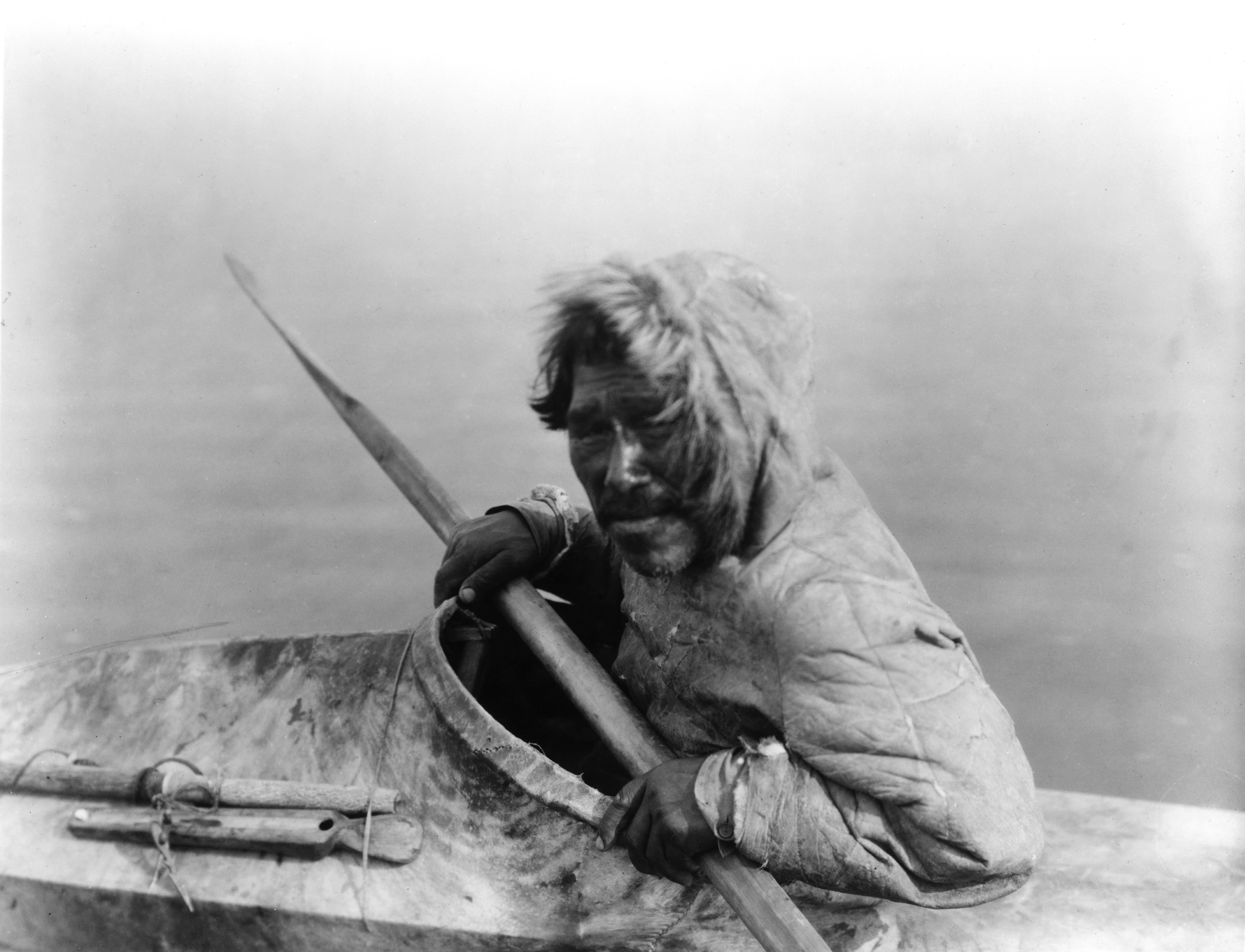
Inuit photographié vers 1929 lors de l'expédition Harriman.

Le terme français « canoë-kayak » apparait au milieu du XXe siècle. Formé à partir des mots canoë et kayak, il rassemble plusieurs activités de sport ou loisir réalisées non seulement avec un canoë ou un kayak, mais plus généralement avec toute embarcation propulsée par des pagaies (sports de pagaie), telle que la pirogue et le bateau-dragon, le radeau pneumatique (raft) ou le wave-ski. Le canoë-kayak se distingue ainsi de l'aviron (sport), activité réalisée dans des embarcations propulsées avec des avirons (rames) fixés de chaque côté.
L'intégration en Occident au XXe siècle du canoë, du kayak, du raft et de la pirogue dans une discipline sportive globale, ainsi que la redéfinition linguistique avec l'invention de ce terme composé, ont certainement participé à la réappropriation de ces pratiques ancestrales issues d'autres cultures.
Le canoë est originaire d'Amérique du Nord, où les Amérindiens s'en servaient comme embarcation de transport ; la propulsion et la direction étant assurées par une pagaie simple. Le kayak nous vient des Inuits, en particulier des Aléoutes ; utilisé notamment pour la chasse, il était manœuvré à l'aide d'une pagaie simple ou double. La distinction entre canoë et kayak tient donc plus du type de pagaie et de la position d'assise qu'au nombre de ses occupants : il y a des canoës monoplaces et des kayaks à deux, quatre ou dix places par exemple. Cette embarcation à dix places demeure un lourd canot dénommé Rabaska  au Canada . Il est utilisé par les autochtones comme moyen de transport de matériel et de déplacements estivale pour les familles.

On trouve d'autres pratiques de la pagaie à travers les temps, les peuples, les régions : pirogues (Afrique, Amériques), va’a (Polynésie), vaka (îles Cook). Les embarcations mues à la pagaie sont parmi les plus anciens moyens de déplacement humains, utilisant les chemins d'eau, bien longtemps avant la roue sur les chemins de terre.
Elles sont pratiquées pour divers autres usages : moyen de transport, fêtes traditionnelles, annexes à de plus grandes embarcations, loisirs de promenades, de sport à sensation, de glisse.
Les pratiques de canoë-kayak ont beaucoup évolué depuis la fin du XXe siècle, se diversifiant notamment pour les activités de loisir et sport, aidées par l'emploi de nouveaux matériaux et procédés de fabrication dans les embarcations elles-mêmes, mais également dans la pagaie ou les accessoires de sécurité. Initialement en écorce ou en peau tendue sur une armature de bois, canoës et kayaks furent construits en toile tendue sur armature métallique, en bois latté, en métal, et désormais surtout en plastiques et matériaux composites (fibre de verre, carbone, Kevlar). Les embarcations ont pris des formes et équipements propres à de nouvelles pratiques, plus exigeantes (free-style, haute rivière, mer…) ou grand public (embarcations non pontées — c'est-à-dire que le pagayeur est assis dessus et non plus dedans —, avec ou sans autovideur…). La forme actuelle des canoës et kayaks dépend plus de la pratique à laquelle ils sont destinés, et de préférences individuelles, que de leur origine. Ainsi, il est souvent facile de confondre un canoë avec un kayak. Seule la position assise ou à genoux du pagayeur — et la pagaie double ou simple — permet de les différencier aisément.
La pratique de compétition en eau calme débute en Angleterre en 1865. La France (1869) et l'Amérique du Nord (1871) suivent. La fédération internationale est créée en 1924 ; elle organise les premiers championnats d'Europe en 1933 et les championnats du monde en 1938. Le programme olympique comprend des courses en eau calme depuis 1936.
En eau vive, la première compétition se tient en 1939 en Allemagne. La Coupe du monde est créée en 1945 et le slalom en eau vive est inclus au programme olympique en 1972.
Le premier championnat du monde de descente de rivière est couru en 1959 sur la Vézère (France).

## Technique sportive
Le canoë-kayak d'eau calme se pratique avec deux types d'embarcations qui obligent le kayakiste ou le céiste à adopter des techniques différentes, même si très souvent les concepts sont les mêmes.
Propulsion en kayak : le kayakiste est assis sur un siège bas au fond du bateau. Ses pieds reposent sur des cales fixes (en loisir) ou réglables, ou une barre communément appelée « cale-pied » ou « barre à pied ». Le kayakiste pagaie alternativement des deux côtés, chassant l'eau vers l'arrière. Mais c'est en fait surtout le pagayeur qui se tire vers l'avant sur l'eau où il s'est ancré avec la pagaie, et transmet le mouvement au bateau via son tronc, par contact de ses fesses et poussée de ses pieds. Propulsion et direction sont assurées simultanément. Des actions correctives (coup de pagaie au large, en arrondi) peuvent être nécessaires. Explications techniques en commentaire

Sur les kayaks de course en ligne, le kayakiste a les genoux plus relevés, et ses pieds commandent une barre de gouverne qui traverse le cale-pied, et actionne par des poulies un gouvernail.
Propulsion en canoë : le pagayeur est installé assis sur un siège, un pouf ou un barreau, les genoux au fond du bateau. En compétition, on utilise des calages au niveau des genoux et des hanches. Le mouvement de pagayage est un peu différent du kayak. Notamment, la pagaie simple (à une pale) n'est (normalement!) utilisée que d'un côté, et il faut donc « redresser » la direction. Ceci est assuré par un 'redressement', soit en faisant gouvernail à l'arrière (débutants, loisir), soit en « col de cygne », ou (« coup en J » (freine moins, pas d'à-coup).
En canoë de course en ligne, le céiste a une position dite « en tchèque », un genou au fond du bateau, l'autre en « fente avant », qui permet de produire un effort plus intense.
La difficulté du mouvement, notamment en compétition, et en particulier en canoë/position tchèque, est compliquée par l'instabilité des bateaux, très profilés, combinée à la recherche de performance pour aller le plus vite possible. Le kayakiste ou céiste, en constante situation de précarité, doit gérer l'équilibre. Même les meilleurs au monde ont des pertes d'équilibre, surtout dans les fins de courses avec la fatigue. Voir l'article Course en ligne.
Aux techniques de propulsion décrites ci-dessus s'ajoutent d'autres techniques pour agir sur la direction et l'équilibre (« manœuvres »), souvent associées pour réaliser des « figures » de styles, mais aussi pour gérer la navigation (tactiques, sécurité).
Par exemple : la manœuvre de l'« appel » consiste à utiliser une pale de la pagaie qui agit passivement en incidence à l'avant du bateau pour tourner rapidement. L'écart (en canoë) consiste à déplacer le bateau latéralement; la propulsion circulaire permet de corriger activement la direction ; les appuis, en suspension ou en poussée, permettent de stabiliser une gîte excessive voire redresser le bateau ; l'esquimautage permet de retourner complètement le bateau chaviré sans sortir du bateau ; l'ancrage permet d'accrocher le bateau dans un virage pour empêcher de déraper ; la chandelle est une figure consistant à soulever l'avant ou l'arrière du bateau, souvent à la faveur d'une vague ; le soleil est une chandelle aboutissant au pivotement vertical complet du bateau ; le freestyle comporte de nombreuses figures similaires au surf. En rivière, un bac consiste à traverser un courant en oblique ; un stop courant consiste à s'arrêter sur le bord ou derrière un caillou en faisant demi-tour ; une reprise de courant consiste, une fois arrêté vers l'amont, à repartir dans le courant ; une lettre à la poste combine une reprise et un stop-courant.
Propulsion, manœuvres et dangers font l'objet de descriptions théoriques.

## Organisation de l'activité
Le canoë-kayak recouvre le sport de compétition olympique, des disciplines compétitives non olympiques et les pratiques de loisir et de tourisme libre ou commercial.
La Fédération française de canoë-kayak (FFCK) catégorise les activités de canoë et de kayak en fonction de la nature du milieu aquatique où elles sont pratiquées : eau vive, eau calme, mer.
- L'eau vive (EV) correspond aux milieux aquatiques de types rivière ou fleuve avec des mouvements d'eau dus à la pente et aux rochers du torrent, ayant un effet direct plus ou moins fort sur l'embarcation : rapides, marmites, drossages, vagues, tourbillons; les classes officielles de difficulté en EV vont de classe I à VI, niveau extrême possible en conditions rares. À partir de la classe IV, la reconnaissance des passages est nécessaire.
- L'eau calme permet rapidement d'agir sur la maniabilité de son embarcation en maîtrisant l'éventuel courant faible et le vent : des barrages peuvent présenter des dangers, ils sont à reconnaître, et souvent nécessitent un portage.
- La mer rassemble les activités en océan, mer ou estuaires de fleuves, où les informations sur la météo, les marées et les courants sont nécessaires.

La FFCK et les fédérations européennes proposent une échelle de compétences dans les trois milieux de pratique sous forme de Pagaies Couleurs - Euro Paddel Pass -, certifiées dans les écoles françaises de canoë-kayak labellisée. Des manifestations de loisir et des compétitions sont organisées.

## Pratiques

### Loisir

#### Randonnée nautique
Le kayak est monoplace ou biplace, le canoë se pratique seul, à deux, voire trois à huit personnes, embarcations privées, d'associations, ou en location. Les formes sont en général polyvalentes volumineuses et assez stables. C'est une pratique touristique ou de loisir vert, surtout estivale ou occasionnelle, sur les rivières calmes, comme les parcours de l'Ardèche, la Dordogne, la Vézère, le Tarn, l'Hérault, etc. mais aussi sur les étangs et lacs…

#### Kayak de mer
Cette discipline permet de découvrir les bords de mer (tourisme, raids) ou de réaliser des courses (Merathon, Marathon). Elle se pratique avec des kayaks très longs (cinq mètres en moyenne), souvent munis d'une dérive et quelquefois d'une voile, avec des compartiments fermés par des trappes permettant de recevoir des vivres, tentes, sacs de couchage. Le kayak est immatriculé aux affaires maritimes, le kayakiste de mer peut donc pêcher, alors que les kayaks définis comme « engins de plage » ne le permettent pas.

#### Freestyle

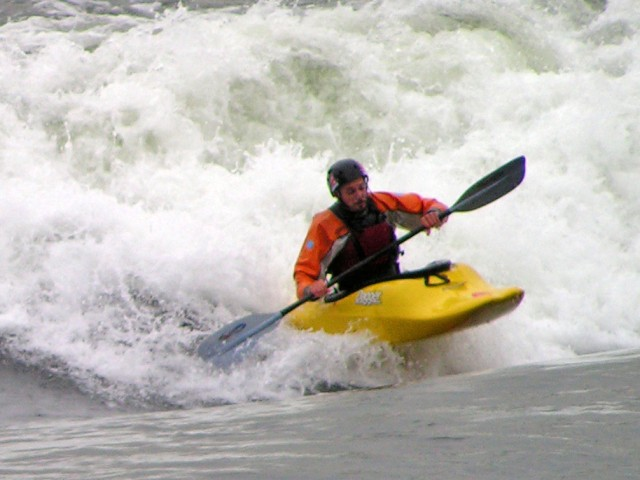
Surf en kayak de rodéo.

En eau vive, le rodéo ou freestyle se pratique avec un kayak ou un canoë monoplace sur des spots (vagues ou rouleaux formés par le courant), on parle alors de freestyle, et le pratiquant utilise les mouvements d’eau et le relief pour effectuer des figures. Les pratiquants de cette discipline se réunissent souvent sous forme de team où ils organisent ensemble de nombreux festivals réunissant concerts, spectacle aquatique ainsi qu’aérien.

Les pratiquants dénommés « freestylers » ou « rodéomans » n’hésitent pas à parcourir plusieurs centaines de kilomètres à la recherche du spot parfait. Les plus connus en France sont Hawaï-sur-Rhône, Charnay…

#### Kayak de rivière

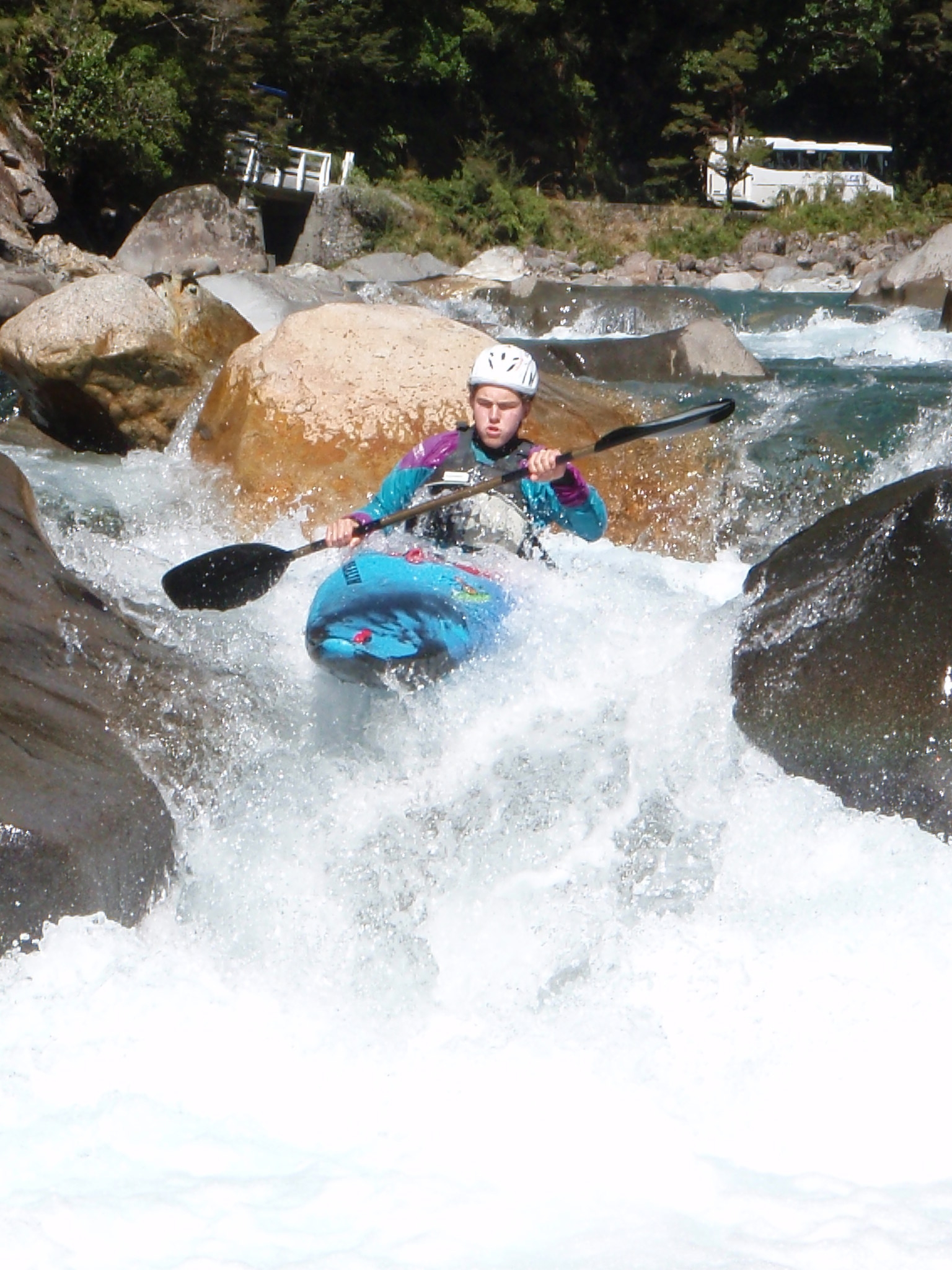
Kayak de rivière en Nouvelle-Zélande.

La discipline consiste à descendre des rivières dans un kayak ou un canoë, généralement en plastique. Cette activité nécessite à la fois des qualités techniques, physiques et mentales afin de pouvoir être réalisée en toute sécurité. C'est également pour cette raison qu'elle se pratique généralement en équipes organisées.

#### Wave-ski et Kayak surf
Sur une plage à vagues, le wave-ski consiste à enchaîner le plus de figures, à l’instar du freestyle. Cette discipline est un compromis entre surf et kayak. Le kayakiste est assis sur une planche et les pieds encastrés dans des foot-straps. Le kayak-surf est davantage un bateau — on y entre ; il a généralement la forme d'un « sabot » — qu'une planche.

### Compétition
Les compétitions sont gérées essentiellement par la Fédération internationale de canoë (FIC), reconnue par le CIO et l'AGFIS.
Le canoë-kayak est un sport olympique depuis 1936 grâce à la course en ligne (la vitesse sur 200 m, 500 m et 1 000 m en couloirs de bassin plat, la finale est accessible à travers des courses éliminatoires). Le slalom a été pour la première fois discipline olympique en 1972 puis a disparu jusqu’en 1992 et les Jeux olympiques de Barcelone (le slalom en bassin d'eau vive ; le parcours de 300 m à 400 m contre la montre comprend des passages de portes qui peuvent entraîner des pénalités en cas de passage incorrect).
Les disciplines non olympiques sont la descente et plus récemment le freestyle, le wave-ski et le kayak-polo. La FIC gère la descente de rivière d'eau vive contre la montre, le kayak-polo, le dragon-boat, le marathon, le freestyle, le kayak-surf, le rafting dans certains pays, et le canoë à voile.
Des discussions concernant le va’a (pirogue à balancier du Pacifique) sont en cours.
En France, les pratiquants en compétition sont classés par catégories basées sur l'âge.
Ces catégories sont les suivantes :
- poussin : 9 et 10 ans ;
- benjamin : 11 et 12 ans ;
- minime : 13 et 14 ans ;
- cadet : 15 et 16 ans ;
- junior : 17 et 18 ans ;
- senior : 19 à 34 ans ;
- vétéran : à partir de 35 ans. La catégorie vétéran est organisée par tranches d’âges de cinq années (ex. : 35 à 39 = V1 ; 40 à 44 = V2).

Outre ces catégories d'âge, il existe une catégorie spécifique nommée « handikayak », spécifique aux pratiquants handicapés.

#### Pratique féminine
Les épreuves féminines de canoë monoplace slalom et sprint font leur apparition aux Jeux Olympiques de Tokyo en 2020. Elles étaient déjà apparues lors des Championnats du Monde 2009 et 2010. 
La justification pour laquelle le canoë était interdit aux femmes était la suivante : "concourir sur un ou les genoux déformerait le bassin et engendrerait des risques pour de futures grossesses".

#### Course en ligne
Sur un plan d’eau calme, neuf concurrents répartis en couloirs doivent parcourir une distance donnée afin de franchir en premier la ligne d’arrivée (comme c'est également le cas en aviron (sport)). En compétition, on distingue deux types de distances :
- la vitesse : 200 ou 500 mètres pour les femmes et 200 ou 1 000 mètres pour les hommes ;
- le fond : 5 000 mètres pour tous.

Par ailleurs, les embarcations peuvent être monoplaces, biplaces ou quadruples (on parle alors respectivement de K1, K2 ou K4 pour les kayaks et de C1, C2 et C4 pour les canoës).

#### Slalom

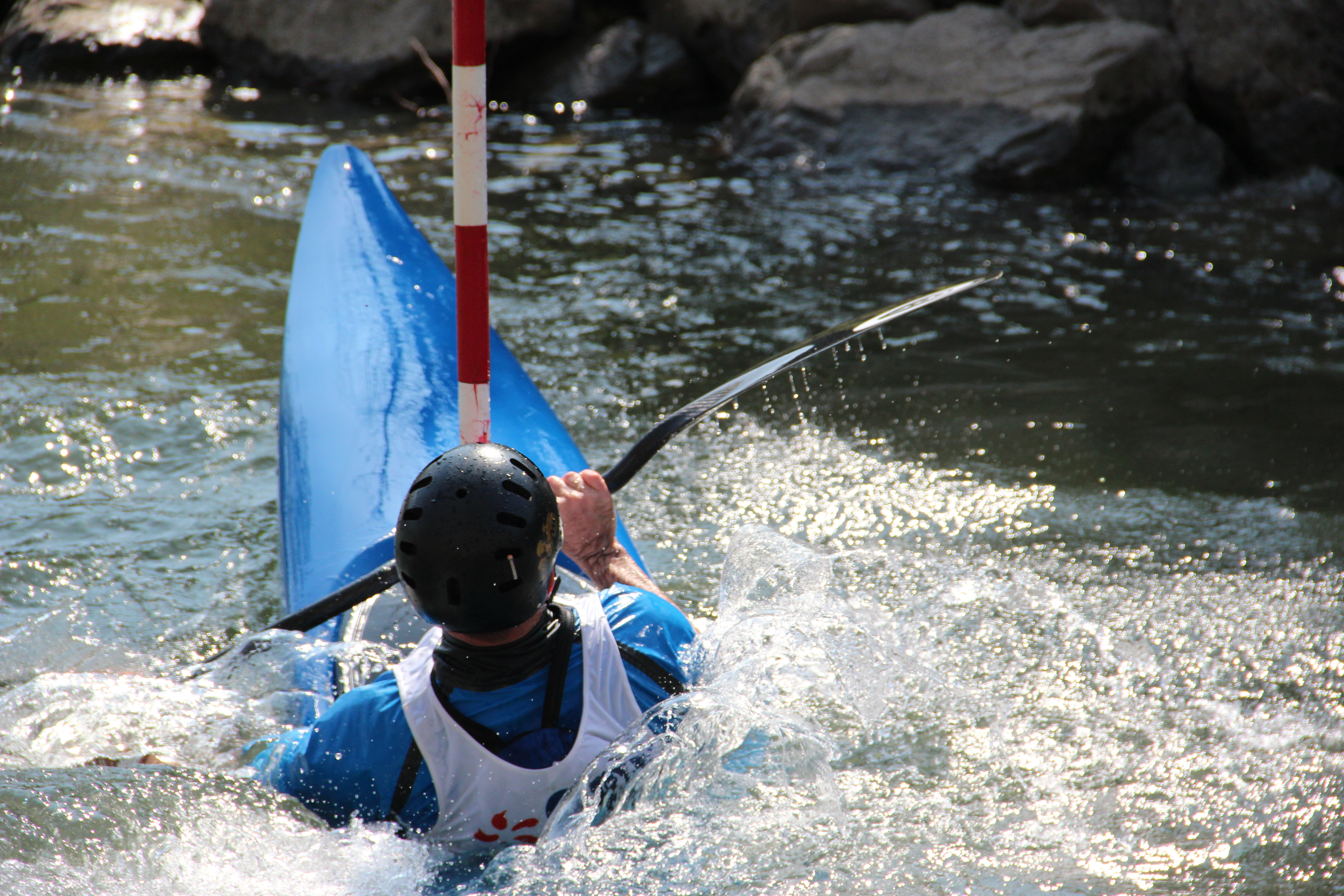
Compétition de slalom (Nationale 2).

Sur des eaux turbulentes, les concurrents doivent parcourir une distance d’environ trois cents mètres et négocier dix-huit à vingt-cinq portes dans un minimum de temps. Il y a plusieurs types de portes : les portes vertes qui se franchissent dans le sens du courant, les portes rouges qui se franchissent à contre-courant les porte en « sky » qui sont sur deux piquets. On doit passer entre les portes sans les toucher, dans le sens de la descente pour les vertes, en remontée pour les rouges. Chaque touche donne une pénalité de 2 points, tandis qu'une porte franchie de manière incorrecte (ou qui n'est pas franchie) entraîne 50 points de pénalité. Les pénalités sont ajoutées au temps réalisé qui est converti en points (1 point = 1 seconde). Il existe différents types d’embarcations pour pratiquer le slalom : le kayak monoplace (le kayakiste est assis dans le bateau), le canoë monoplace C1 (le céiste est à genoux dans son embarcation et utilise une pagaie simple à une pale), le canoë biplace C2. D’une manière générale les embarcations des slalomeurs de compétition sont en aramide (ou Kevlar) ou fibre de carbone ou un mélange des deux : les progrès techniques des dernières années ont fait que la conception des bateaux de slalom est sans cesse marquée par l’avènement de nouvelles formes et volumes. Les bateaux actuels mesurent entre 3,5 m et 3,7 m.

#### Descente

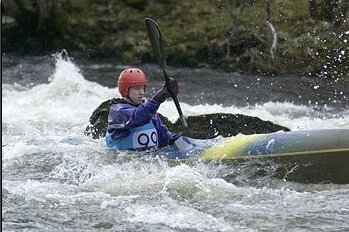
Course en eau vive.

Sur eau vive moyennement turbulente, le compétiteur doit aller le plus vite possible d’un point à un autre de la rivière (c’est une course contre la montre), il s’agit de bien choisir sa trajectoire en fonction des courants et des obstacles naturels que forment les rochers. Il existe deux types de courses : la descente « course classique » de moins de 30 minutes, et la descente « sprint » d’une distance de 500 m à 1 000 m et d'une durée comprise entre 30 secondes et 2 minutes 30 secondes ; une course sprint se déroule en deux manches, deux fois le même parcours.

#### Kayak-polo
Sur plan d’eau calme, le kayak-polo est un sport collectif qui voit s’opposer deux équipes de cinq joueurs sur des périodes de deux fois dix minutes. C’est un sport spectaculaire où il faut associer aisance en bateau avec adresse au ballon et esprit d’équipe. On peut le comparer à du water-polo mais dans un bateau.

#### Marathon
Le marathon est une course de longue distance sur plan d’eau ou rivière avec la possibilité d’effectuer deux ou trois portages. Les épreuves durent deux ou trois heures voire plus.

#### Les pirogues (Dragon Boat, Va'A, Waka, Vaka)
Originaire des îles du Pacifique Sud, c’est une embarcation qui peut comporter jusqu’à huit pagayeurs.
Diverses embarcations traditionnelles survivent, avec même des compétitions dont :
- le Va’a (pirogue polynésienne à balancier) en tête de file pratiqué en France jusqu’à huit pagayeurs par embarcation, mais aussi le Waka (pirogue maorie), le Vaka (pirogue des îles Cook) ;

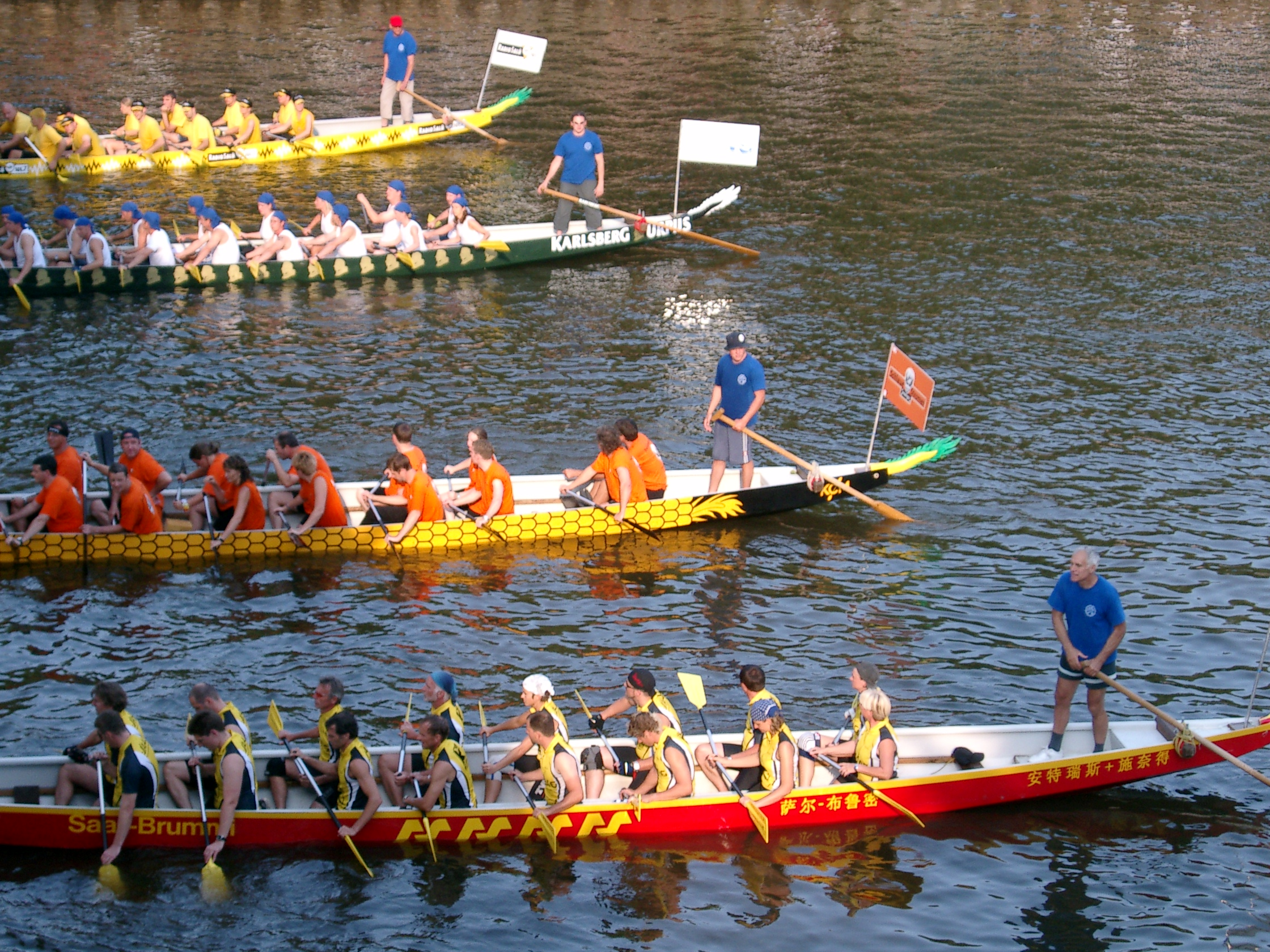
Course de dragon boat.

- Course de dragon boat.le Dragon Boat (embarcation chinoise, avec un équipage d’une vingtaine de pagayeurs).

#### Merathon (Ocean Racing)
Sur un parcours en mer, le mérathon est une course longue distance en kayak de mer, surf-ski ou en pirogue.

#### Warcanoë
Le Canada est le seul pays au monde à avoir dans sa liste d'embarcations de compétition un canoë de quinze rameurs. Communément appelé « war canoë » il provient des premiers habitants de l'Amérique, les Iroquois par exemple qui se déplaçaient sur les rivières canadiennes pour faire la guerre. Leur bateau était semble-t-il très rapide et semblable au C-15. Bien sûr, aujourd'hui ce dernier est conçu exclusivement pour la course et a subi des refontes majeures pour optimiser sa vitesse.
Le bateau est en fait un grand canoë de quatorze rameurs (sept gauchers, sept droitiers) et d'un barreur debout à l'arrière. Ce dernier s'occupe de la direction, mais occupe aussi le poste de chef de bateau (souvent l'entraîneur). C'est une embarcation rapide considérant son poids, et le bois est encore le matériau le plus répandu et le plus prisé pour ces embarcations.
Les courses de war canoë sont très impressionnantes en raison de la grosseur des bateaux qui coursent dans les mêmes couloirs que le reste des bateaux.

#### Kayak extrême
Les compétitions peuvent consister en des franchissements de portes ou des descentes chronométrées sur des rivières tumultueuses. Elles se déroulent en équipes ou en individuel.

#### Autres pratiques
- Le handikayak

La position assise en kayak mono ou biplace permet la pratique à des handicapés moteurs des membres inférieurs et du dos. Des modèles de kayak stables avec des dossiers et des sièges bien formés existent dans le commerce et en location. Il est assez facile d'adapter le siège avec les matériaux modernes.
Les malvoyants profitent des biplaces, des aveugles pratiquent le C2 en eau vive.
Des précautions particulières concernent les personnes sensibles au froid.
Des moniteurs sont formés par la FFCK pour l'accueil des handicapés (complément handikayak).
- Kayak neige

Anecdotiques, des équipements ont été construits à partir d'une paire de ski, de raquettes à neige, avec pagaies modifiées, pour glisser sur la neige, voire faire des randonnées.
- Canoë béton : anecdotique aussi, mais il existe des challenges de canoë construits en béton.

## Matériels
Les bateaux utilisés en loisir et tourisme sont essentiellement le canoë, le kayak et le raft, en matériaux rigides, tendus sur ossature (les pliants) ou gonflables. Les bateaux sont ouverts avec un espacé interne fermé faisant flottabilité, et des sièges ou fixation moulées.
Les bateaux de compétition recourent aux résines synthétiques armés de tissus de verre ou de carbone/kevlar, plus légers, avec des formes plus fines mais moins robustes.
Les pagaies sont en bois, en résine/fibres, ou en polyéthylène selon l'usage.
S'ajoutent divers accessoires, dont le gilet de sécurité (flottabilité 30 à 70 N – 3 à 7 kgf), le casque (pour la rivière, le K-polo), la jupe (ou jupette) pour fermer l'hiloire (trou d'homme) (pour la rivière, la mer, le K-polo) ; des vêtements isothermes (en rivière et mer : par exemple combinaisons néoprène similaire à celles de plongée, bottillons…)

## Sécurité
Outre les aspects spécifiques (notamment en mer), quelques précautions générales pour naviguer en eau calme : le port du gilet de sécurité (selon les normes en vigueur) et autres équipements adaptés à sa taille, le port – si nécessaire – de lunettes de soleil contre la réverbération de l'eau, et autres protections de la peau et de la tête (crème solaire, couvre-chef), notamment en randonnée et en mer.
La difficulté d'une rivière (à naviguer en CK) est appréciée sur une échelle de « classe » I à VI partiellement subjective en fonction des obstacles (vagues, rochers, branches), de la vitesse et du débit du courant (pente), de la notion d'engagement… La classe I correspond à un plan d'eau ou quasi sans courant, tandis que la classe VI correspond à des passages torrentueux très difficiles voire réputés infranchissables ou très exposés. On désigne en chiffre romain la difficulté globale du parcours, complétée de chiffre(s) arabe (par ex III-4, ou III(4,5+) correspondra à une classe III sur l'ensemble du parcours, avec un ou plusieurs passages en classe 4 voire un passage en classe 5/6).
Cette classification est similaire à celle utilisée par des nageurs en eau-vives, mais ne s'applique pas aux difficultés de la navigation en mer.